# Устимчик, Владимир Константинович
Владимир Константинович (Кириллович) Устимчик (5 мая 1952, Кривой Рог, Днепропетровская область — 5 марта 2000, Рагуза, Сицилия) — советский футболист, полузащитник. Бронзовый призёр чемпионата СССР (1974). Мастер спорта СССР (1974). Чемпион СССР (1983).

## Биография
Родился 5 мая 1952 года в городе Кривой Рог.
Воспитанник криворожского футбола, начал играть в группе подготовки «Кривбасса» в 1966 году.
Окончил Одесский политехнический институт.
В одесский «Черноморец» попал, поиграв за «Кривбасс» и дубль киевского «Динамо». В 1974 году стал бронзовым призёром чемпионата СССР.
В 1975 году с четырьмя голами разделил лавры лучшего снайпера «Черноморца» в компании ещё с тремя одноклубниками, а в 1976 году попал в число 33 лучших футболистов Украинской ССР (№ 3 среди центральных полузащитников). Однако, самые продуктивные сезоны в Одессе у него получились начиная с 1977 года. Много играл и много забивал, провёл две игры в Кубке УЕФА.
В «Днепр» пришёл в 29-летнем возрасте. В сезоне 1983 года стал чемпионом СССР. В золотом матче против «Спартака» 6 ноября 1983 года вывел команду с капитанской повязкой. В марте 1984 года покинул команду.
В игре был техничный, лёгкий, подвижный. Хорошо ориентировался на поле, обладал диспетчерскими способностями, полезно действовал в подыгрыше партнёрам.
Закончил играть в родном Кривом Роге, отыграв за «Кривбасс» ещё два полноценных сезона.
В 1994 году работал главным тренером измаильского «Дуная».
Умер 5 марта 2000 года.
Спустя год после смерти, в 2001 году был включён в число лучших футболистов Одессы XX века и символическую сборную «Черноморца» всех времён.

## Достижения
- Чемпион СССР: 1983.
- Бронзовый призёр чемпионата СССР: 1974.
- В списках лучших футболистов УССР[укр.]: 1976.